# Ђавато (Грчка)
Ђавато (грч. Διαβατός, Дијаватос) је насељено место у општини Бер у периферији Средишња Македонија, Грчка. Према попису из 2021. године било је 1.096 становника.
Македонски историчар Тодор Симовски, наводи да је Ђавато хеленизовано словенско насеље које је на попису из 1920. имало 208 становника. После 1923. године насељено је 45 грчких избегличких породица из Турске, укупно 176 особа.